# Чемпионат мира по хоккею с шайбой 1954

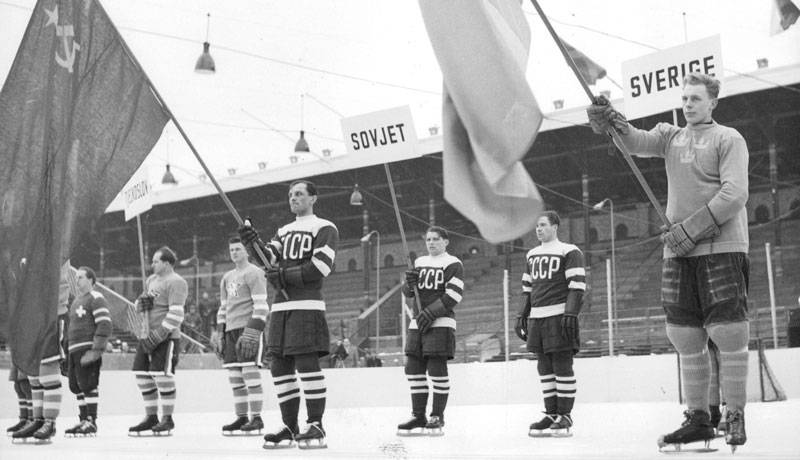
Церемония открытия

21-й чемпионат мира и одновременно 32-й чемпионат Европы по хоккею с шайбой проходил в Швеции, в городе Стокгольм с 26 февраля по 7 марта 1954 года. Турнир проходил в один круг. На нём впервые сыграла сборная СССР и сенсационно стала чемпионом мира. Впервые были определены лучшие игроки турнира — вратарь, защитник и нападающий.

## Результаты матчей
| 26 февраля 1954 | Чехословакия | 7 : 1 (3:1, 1:0, 3:0) | Швейцария | Стокгольм |

| 26 февраля 1954 | СССР | 7 : 1 (2:0, 3:1, 2:0) | Финляндия | Стокгольм |

| 26 февраля 1954 | Швеция | 10 : 1 (3:0, 4:1, 3:0) | Норвегия | Стокгольм |

| 27 февраля 1954 | Канада | 8 : 1 (3:0, 2:0, 3:1) | Швейцария | Стокгольм |

| 27 февраля 1954 | СССР | 7 : 0 (2:0, 4:0, 1:0) | Норвегия | Стокгольм |

| 27 февраля 1954 | Чехословакия | 9 : 4 (2:0, 4:0, 3:4) | ФРГ | Стокгольм |

| 28 февраля 1954 | Канада | 8 : 0 (4:0, 2:0, 2:0) | Норвегия | Стокгольм |

| 28 февраля 1954 | Швейцария | 3 : 3 (2:3, 1:0, 0:0) | ФРГ | Стокгольм |

| 28 февраля 1954 | Швеция | 5 : 3 (0:0, 2:2, 3:1) | Финляндия | Стокгольм |

| 1 марта 1954 | Чехословакия | 12 : 1 (3:0, 4:1, 5:0) | Финляндия | Стокгольм |

| 1 марта 1954 | СССР | 6 : 2 (1:0, 1:1, 4:1) | ФРГ | Стокгольм |

| 1 марта 1954 | Швеция | 0 : 8 (0:3, 0:3, 0:2) | Канада | Стокгольм |

| 2 марта 1954 | Финляндия | 2 : 0 (0:0, 1:0, 1:0) | Норвегия | Стокгольм |

| 2 марта 1954 | СССР | 5 : 2 (1:1, 2:1, 2:0) | Чехословакия | Стокгольм |

| 2 марта 1954 | Швеция | 6 : 3 (3:1, 3:2, 0:0) | Швейцария | Стокгольм |

| 3 марта 1954 | Чехословакия | 7 : 1 (4:0, 0:0, 3:1) | Норвегия | Стокгольм |

| 3 марта 1954 | Канада | 8 : 1 (2:0, 2:0, 4:1) | ФРГ | Стокгольм |

| 3 марта 1954 | СССР | 4 : 2 (0:0, 2:1, 2:1) | Швейцария | Стокгольм |

| 4 марта 1954 | Швейцария | 2 : 3 (0:1, 1:0, 1:2) | Норвегия | Стокгольм |

| 4 марта 1954 | Канада | 20 : 1 (7:0, 8:1, 5:0) | Финляндия | Стокгольм |

| 4 марта 1954 | Швеция | 4 : 0 (1:0, 3:0, 0:0) | ФРГ | Стокгольм |

| 5 марта 1954 | ФРГ | 5 : 1 (2:0, 1:0, 2:1) | Финляндия | Стокгольм |

| 5 марта 1954 | Канада | 5 : 2 (3:1, 0:1, 2:0) | Чехословакия | Стокгольм |

| 5 марта 1954 | Швеция | 1 : 1 (0:0, 0:0, 1:1) | СССР | Стокгольм |

| 6 марта 1954 | Финляндия | 3 : 3 (1:1, 0:2, 2:0) | Швейцария | Стокгольм |

| 6 марта 1954 | Швеция | 4 : 2 (1:2, 2:0, 1:0) | Чехословакия | Стокгольм |

| 7 марта 1954 | ФРГ | 7 : 1 (3:0, 2:0, 2:1) | Норвегия | Стокгольм |

| 7 марта 1954 | СССР | 7 : 2 (4:0, 3:1, 0:1) | Канада | Королевский стадион, Стокгольм Зрителей: 16 726 |

| Отчёт | Отчёт                               | Отчёт                                 | Отчёт       | Отчёт                                    |
| --- | ----------------------------------- | ------------------------------------- | ----------- | ---------------------------------------- |
| |                                     |                                       |             |                                          |
| | Николай Пучков                      | Вратари                               | Дон Локхарт | Судьи: Дженнаро Оливьери Марсель Тоффель |
| | Голы:                               |                                       |             | Судьи: Дженнаро Оливьери Марсель Тоффель |
| Алексей Гурышев (Н. Хлыстов) — 05:25 Виктор Шувалов (Е. Бабич) — бол - 11:22 Всеволод Бобров — 17:20 Михаил Бычков (А. Гурышев) — 19:37 Виктор Шувалов (В. Бобров) — 30:36 Валентин Кузин 32:13 Альфред Кучевский (Н. Хлыстов) — бол - 37:37 | 1:0 2:0 3:0 4:0 4:1 5:1 6:1 7:1 7:2 | 23:48 — Морис Галан 47:23 — Билл Шилл |             | Судьи: Дженнаро Оливьери Марсель Тоффель |
| |                                     |                                       |             | Судьи: Дженнаро Оливьери Марсель Тоффель |
| |                                     |                                       |             | Судьи: Дженнаро Оливьери Марсель Тоффель |
| |                                     |                                       |             | Судьи: Дженнаро Оливьери Марсель Тоффель |
| 2 мин | Штраф                               | 12 мин                                |             | Судьи: Дженнаро Оливьери Марсель Тоффель |
| |                                     |                                       |             |                                          |
| | 25                                  | Броски                                | 17          |                                          |

## Итоги чемпионата мира

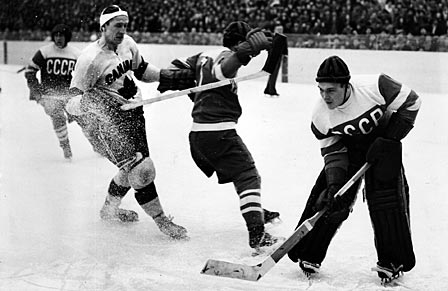
Эпизод игры СССР — Канада

| Место | Команды      | Союз Советских Социалистических Республик | Флаг Канады (1921—1957) | Швеция | Чехословакия | Федеративная Республика Германии (1949—1990) | Финляндия | Швейцария | Норвегия | И | В | Н | П | Ш       | ШР  | О  |
| ----- | ------------ | ----------------------------------------- | ----------------------- | ------ | ------------ | -------------------------------------------- | --------- | --------- | -------- | - | - | - | - | ------- | --- | -- |
|       | СССР         | •                                         | 7:2                     | 1:1    | 5:2          | 6:2                                          | 7:1       | 4:2       | 7:0      | 7 | 6 | 1 | 0 | 37 — 10 | +27 | 13 |
|       | Канада       | 2:7                                       | •                       | 8:0    | 5:2          | 8:1                                          | 20:1      | 8:1       | 8:0      | 7 | 6 | 0 | 1 | 59 — 12 | +47 | 12 |
|       | Швеция       | 1:1                                       | 0:8                     | •      | 4:2          | 4:0                                          | 5:3       | 6:3       | 10:1     | 7 | 5 | 1 | 1 | 30 — 18 | +12 | 11 |
| 4     | Чехословакия | 2:5                                       | 2:5                     | 2:4    | •            | 9:4                                          | 12:1      | 7:1       | 7:1      | 7 | 4 | 0 | 3 | 41 — 21 | +20 | 8  |
| 5     | ФРГ          | 2:6                                       | 1:8                     | 0:4    | 4:9          | •                                            | 5:1       | 3:3       | 7:1      | 7 | 2 | 1 | 4 | 22 — 32 | -10 | 5  |
| 6     | Финляндия    | 1:7                                       | 1:20                    | 3:5    | 1:12         | 1:5                                          | •         | 3:3       | 2:0      | 7 | 1 | 1 | 5 | 12 — 52 | -40 | 3  |
| 7     | Швейцария    | 2:4                                       | 1:8                     | 3:6    | 1:7          | 3:3                                          | 3:3       | •         | 2:3      | 7 | 0 | 2 | 5 | 15 — 34 | -19 | 2  |
| 8     | Норвегия     | 0:7                                       | 0:8                     | 1:10   | 1:7          | 1:7                                          | 0:2       | 3:2       | •        | 7 | 1 | 0 | 6 | 6 — 43  | -37 | 2  |

| Чемпион мира по хоккею с шайбой 1954 г. |
| --------------------------------------- |
| СССР первый титул                       |

## Итоги чемпионата Европы
| М | Команды      |
| - | ------------ |
|   | СССР         |
|   | Швеция       |
|   | Чехословакия |
| 4 | ФРГ          |
| 5 | Финляндия    |
| 6 | Швейцария    |
| 7 | Норвегия     |

| Чемпион Европы по хоккею с шайбой 1954 |
| -------------------------------------- |
| СССР первый титул                      |

## Статистика

### Лучшие игроки
| Игрок           | Позиция    |
| --------------- | ---------- |
| Дон Локхарт     | Вратарь    |
| Ханс Эберг      | Защитник   |
| Всеволод Бобров | Нападающий |

### Бомбардиры[1]
| Игрок            | Результат |
| ---------------- | --------- |
| Моэ Галанд       | 20 (16+4) |
| Эрик Унгер       | 17 (8+9)  |
| Властимил Бубник | 15 (11+4) |
| Бронислав Данда  | 13 (8+5)  |
| Маркус Эген      | 10 (10+0) |

## Сборная СССР
Вратари — Н. Пучков (5 матчей, 5 пропущенных шайб); Г. Мкртычан (3, −5)

Защитники — А. Кучевский (7 матчей, 3 заброшенных шайбы); Д. Уколов (7, 3); А. Виноградов (6, 0); П. Жибуртович (5, 0); Г. Сидоренков (3, 0)

Нападающие — Вс. Бобров (7, 8); В. Шувалов (7, 7); А. Гурышев (7, 5); Ю. Крылов (7, 3); М. Бычков (7, 2); А. Уваров (7, 2); В. Кузин (6, 2); Е. Бабич (6, 1); Н. Хлыстов (6, 0); А. Комаров (3, 1)

Тренеры — А. Чернышёв, В. Егоров

## Интересные факты
- Это был первый чемпионат мира по хоккею с участием сборной СССР, и она же одержала свою первую победу в истории.
- В день заключительных матчей началась продажа билетов на дополнительную встречу сборной СССР и хозяев — сборной Швеции, так как при равенстве очков между ними (а в победе сборной Канады над сборной СССР организаторы не сомневались), необходимо было сыграть матч за звание чемпионов Европы.
- За время чемпионата были заброшены 222 шайбы.
- В качестве сборной Канады выступала любительская команда «Ист-Йорк Линдхёрстс» (англ. East York Lyndhursts) второго дивизиона хоккейной ассоциации Онтарио (Ontario Hockey Association, Senior B).